# Broadalbin (hrabstwo Fulton)
Broadalbin – wieś w Stanach Zjednoczonych, w stanie Nowy Jork, w hrabstwie Fulton.